# Piwniczne (rejon pokrowski)
Piwniczne (ukr. Північне) – osiedle na Ukrainie, w obwodzie donieckim, w rejonie pokrowskim, w hromadzie Oczeretyne. W 2001 liczyło 153 mieszkańców, głównie rosyjskojęzycznych.
Do 2024 roku miejscowość nosiła nazwę Siewerne (ukr. Сєверне).